# 우전 (녹차)
우전차(雨前-)는 녹차의 종류 중 하나로, 24절기 중 하나인 곡우(穀雨) 전에 찻잎을 따서 만든 차를 말한다.
이른 봄 가장 먼저 딴 찻잎으로 만든 차라 하여 첫물차라고도 한다. 여린 찻잎으로 만들어 은은하고 순한 맛이 특징이다.